# 女優 夏木みどりシリーズ
『女優 夏木みどりシリーズ』（じょゆう なつきみどりシリーズ）は、1988年から1995年までフジテレビ系で放送されたテレビドラマシリーズ。全7回。主演は篠ひろ子。
放送枠は「男と女のミステリー」（第1作 - 第3作）、「金曜ドラマシアター」（第4作）、「金曜エンタテイメント」（第5作 - 第7作）。
ちょっと落ち目なワガママ女優が、芸能界で巻き起こる殺人事件の解決に奔走する。

## 登場人物

### レギュラー
夏木みどり
演 - 篠ひろ子
ベテラン女優。
三木俊介
演 - 田中健
みどりのマネージャー。第1作目ではマリ子の元恋人だったがその後、里美と交際していた。
谷村耕一郎
演 - 長塚京三
関東テレビプロデューサー。
大地歩美
演 - 橋本貴佐絵（第6作・第7作）

### ゲスト
第1作「モンロー殺人事件」（1988年）
- 会田マリ子（新人女優） - 夏樹陽子
- 西田里美（マリ子の付き人） - 相築あきこ
- 会田（マリ子の母） - 白川和子
- 間男 - 山田明郷
- 会田（マリ子の父） - 下元勉
- 青田（弁護士） - 小沢象
- 岡本竜（元ロック歌手） - 吉満涼太
- 佐々木（助手） - 浅見小四郎
- 佐川伝蔵（脚本家） - 山田吾一
- 森川（監督） - 樋浦勉
- 忍坂（テレビプロデューサー） - 黒沢年男
- 西脇美智子、堀江しのぶ、宮口二郎、藤井洋八、青江薫、かとうゆかり、木瓜みらい、江幡高志、須永慶、五野上力

第2作「女友だち同窓会殺人事件」（1989年）
- 君塚美和子（作家・みどりの女子高時代の同窓生） - 范文雀
- 君塚（美和子の夫） - 勝野洋
- 睦月（睦月旅館 主人・公司の父） - 織本順吉
- 睦月公司（カメラマン・みどりの恋人） - 四方堂亘
- 小暮奈々子 - 中島京子
- カオル（出版社編集長・みどりの女子高時代の同窓生） - 中島ゆたか
- 京子（主婦・みどりの女子高時代の同窓生） - 柏木由紀子
- 靖世（主婦・みどりの女子高時代の同窓生） - 高瀬春奈
- 貞夫（靖世の夫） - エド山口
- あずさ（モデル） - 星野麗子
- なつみ（モデル） - 村上麗奈
- 刑事 - 片桐竜次、寺島進
- 作家 - 木俣堯喬
- 鷲見利恵

第3作「あだし野伝説殺人事件」（1991年）
- 香田ちづる（久蔵の妻） - 鰐淵晴子
- 香田久蔵（香田家当主・大地主） - 根上淳
- 篠原真澄（ホステス・久蔵の愛人） - 野村真美
- 加奈子（久蔵の妹） - 山口いづみ
- 克則（加奈子の夫） - 石田新
- 日出代（ちづるの乳母で使用人） - 谷本小代子
- 美砂（お手伝い） - 鷲見利恵
- 矢上（脚本家） - 峰岸徹
- 矢上達也（矢上の息子） - 伊藤淳史
- 伊藤（刑事） - 野口貴史
- 浅川仁義、殺陣剛太

第4作「悪女伝説殺人事件」（1992年）
- 麻倉（麻倉プロダクション 社長） - 夏木陽介
- 水島雪絵（女優） - 小山明子
- 大庭夕子（雪絵の元マネージャー） - 真木洋子
- 槙田（写真家・夕子の元夫） - 中野誠也
- 八百屋 - 及川ヒロオ
- 橘真奈美（新人女優） - 土家里織
- 和田（運転手） - 小林昭二
- 森下智恵（マネージャー） - 大西結花
- 裕子 - 野村昭子
- 刑事 - 左右田一平、宮坂ひろし
- 武藤曜子 - 佐川和歌子
- 広瀬匠

第5作「丸亀城伝説殺人事件」（1993年）
- 響（みどりの恋人） - 名高達郎
- 宇佐美孝子 - 蜷川有紀
- 羽田洋子（麻美の母） - 二宮さよ子
- 沢井苑子（谷村耕一郎と結婚式を挙げたばかりの花嫁・本名「羽田麻美」） - 杉田かおる
- マンション管理人 - 江藤漢
- 柳田 - 小沢一義
- あずさ（谷村耕一郎の元恋人） - 桜町弘子
- 堀川博志（丸亀北警察署 刑事） - 井上博一
- 水上律子（響の妹） - 佐川和歌子
- 荒井乃梨子、山本陽一、ビートきよし

第6作「赤いドレス殺人事件」（1994年）
- 柚城綾（脚本家） - 松尾嘉代
- 英八重子（綾の秘書） - 阿木燿子
- 真琴（ドラマの出演者） - 亜里香
- 木戸芙美江（ドラマの出演者） - 近藤絵麻
- 速水潤一（ドラマの出演者） - 水谷あつし
- 藍亮二（八重子の恋人） - 長谷川初範
- 清水ミハル（ドラマの出演者） - 飯島愛
- タクシードライバー - 桑野信義、ラッシャー板前
- 新宿東警察署 刑事 - 市川勇
- 宮本大誠

第7作「華やかな招待状」（1995年）
- 石倉カオリ（みどりのメイク係） - 黒沢あすか
- 室戸（監督） - 中原丈雄
- アイコ（衣装係） - 星瑤子
- 管理人 - 清水宏
- 本間イクコ（脚本家） - 赤座美代子
- ユリエ（女優・江理子の元付き人） - 秋本奈緒美
- 大城江理子（元女優） - 夏木マリ

## スタッフ
- 脚本 - 南ちひろ
- 監督 - 和泉聖治（1-5）、大井利夫（6）、鷹森立一（7）
- テーマソング - マリリン・モンロー「アイ・ウォナ・ビー・ラヴド・バイ・ユー」
- 挿入歌 - 篠ひろ子「あじさいの人」（劇中では夏木みどりの歌という設定）
- 選曲 - 山川繁（2）、佐古伸一（3-5）、遠藤浩二（6）、尾澤道春（7）
- 助監督 - 原田昌樹（1-3）、植田尚（5）、根本和政（5）、李相國（6）、深野剛義（6）、名取高史（6）、東伸児（7）
- 監督補 - 原田昌樹（5）、吉野晴亮（6,7）
- 技術協力 - ニユーテレス（1-3）、ビデオフォーカス（4-7）
- ポスプロ - コスモ・スタジオ（1）、アンサーズ（2,3）
- 美術協力 - タイム（1-4）、山崎美術（5,6）、京映アーツ（7）
- スタジオ - 東宝ビルト（1）、目黒スタジオ（1）、東映京都撮影所（3）
- プロデュース - 挾間忠行
- 製作 - フジテレビ、ジャパンプロデュース

## 放送日程
| 話数 | 放送日         | サブタイトル           | 脚本     | 監督     |
| ---- | -------------- | ---------------------- | -------- | -------- |
| 1    | 1988年07月01日 | モンロー殺人事件       | 南ちひろ | 和泉聖治 |
| 2    | 1989年07月07日 | 女友だち同窓会殺人事件 | 南ちひろ | 和泉聖治 |
| 3    | 1991年02月08日 | あだし野伝説殺人事件   | 南ちひろ | 和泉聖治 |
| 4    | 1992年06月05日 | 悪女伝説殺人事件       | 南ちひろ | 和泉聖治 |
| 5    | 1993年09月03日 | 丸亀城伝説殺人事件     | 南ちひろ | 和泉聖治 |
| 6    | 1994年07月29日 | 赤いドレス殺人事件     | 南ちひろ | 大井利夫 |
| 7    | 1995年11月03日 | 華やかな招待状         | 南ちひろ | 鷹森立一 |